# María de Echarri
María de Echarri y Martínez (San Lorenzo del Escorial, 9 de septiembre de 1878-San Sebastián, 1 de septiembre de 1955) fue una escritora, articulista, conferenciante y propagandista social-católica española, comprometida con causas feministas. Destacó por la defensa de las mujeres obreras reclamando condiciones laborales justas.

## Biografía
Nacida el 9 de septiembre de 1878 en San Lorenzo de El Escorial,provincia de Madrid, en el seno de la familia formada por Luisa Martínez Ruiz y Miguel Echarri de la Calle. Estudió en el Colegio madrileño de Santa Isabel de las religiosas de la Asunción; y, posteriormente, en la sección de Estudios Sociales Femeninos del Instituto de Altos Estudios Sociales dentro de la Academia Universitaria Católica dirigida por el Rector don Enrique Reig. 

### Actividad social
Inició su activismo social a principios del siglo XX a través de la prensa y el sindicalismo católicos siendo una defensora de las mujeres obreras desde una perspectiva católica. Fue fundadora de los sindicatos femeninos obreros e inspectora de trabajo, impulsando un programa de acción social especialmente dirigido a la mejora de las condiciones laborales y salariales de las obreras.Como secretaria general del Sindicato Femenino de la Inmaculada, más tarde del Consejo asesor, intervino en la fundación de la Federación de Sindicatos Obreros Femeninos de la Inmaculada y en 1926 fue elegida asesora de la Confederación Nacional de Sindicatos Obreros Femeninos. 
Defendió la formación profesional de las mujeres y la mejora de las condiciones laborales y salariales tanto en sus conferencias  (Conferencia  sobre  el  trabajo  a  domicilio  de  la  mujer  en  Madrid,  1909; El trabajo de la mujer: Conferencia, 1921) como en la sección titulada «Crónica del movimiento católico femenino», que publicaba con regularidad en la Revista Católica de Cuestiones Sociales.
En 1918 impulsó un feminismo que califica como "posible" razonable y católico que pasaba por la mayor presencia de las mujeres en espacios públicos de educación, beneficencia y asistencia social. Fue también el año en el que fue nombrada Inspectora de Trabajo por el presidente del Instituto de Reformas Sociales, del cual llegó a ser vocal propugnando la igualdad salarial y el derecho de las mujeres casadas a administrar su propio salario. Dimitió por no querer abandonar su tarea en el Sindicato Católico Femenino.
Fue la impulsora de la llamada "Ley de la silla", que en 1912 exigía para las trabajadoras un asiento en exclusiva en su lugar de trabajo,siguiendo las recomendaciones de higienistas y sociólogos a favor de determinadas mejoras fisiológicas y sociales; derecho que se extendió a los hombres en la Ley de 4 de julio de 1918. En una de las crónicas publicadas, plantea más reclamaciones: «Tenemos derecho a que no se nos obligue a trabajar más de lo que nuestra salud permite. Tenemos derecho a que no se nos explote con jornales irrisorios. Tenemos derecho a vivir de nuestro trabajo. […] Nuestra Federación ha pedido al Gobierno la jornada máxima de nueve horas; ha pedido el aumento de jornal que en justicia se nos debe». Y, para ello, dice que: «Muy urgente es que las obreras entiendan bien las ventajas de la sindicación, que acabará con tantas explotaciones como diariamente estamos presenciando». 
El 23 de octubre de 1924 se convirtió en una de las tres primeras concejalas del Ayuntamiento de Madrid,donde permaneció hasta el 22 de febrero de 1930. Y en 1927 fue una de las 13 mujeres representadas en la llamada Asamblea Nacional creada por la dictadura de Primo de Rivera entre el 10 de octubre de 1927 y el 15 de febrero de 1930. Falleció en San Sebastián en 1955.

### Congresista. Conferenciante
Desarrolló una abundante actividad de difusión de las temáticas objeto de sus inquietudes. Participó e intervino en muchos congresos, pronunció numerosas conferencias y publicó artículos de revista, columnas en la prensa, libros y fue traductora de publicaciones.
En abril de 1916 formó parte del Comité ejecutivo de una de las Secciones del Congreso de Ciencias Administrativas celebrado en Madrid.
En 1920 asistió, en representación de la Acción Católica de la Mujer y de la Federación de Sindicatos Femeninos, al Congreso de la Federación de Sindicatos Femeninos, organizado en París por la "Commisión d'Education Civique de la Femme" y l'Action Sociale de la Femme, con una intervención que título El trabajo. Poco después asistió en Bruselas a la Conferencia Internacional Femenina. 
Intervino en el Congreso de Educación Católica, celebrado en Madrid en abril de 1924. 
En 1925 viaja a Italia, donde participa en dos Congresos: en Milán, sobre Escuelas Sociales Católicas Femeninas y en Roma, en el VI Congreso Internacional de Asociaciones Católicas Femeninas. 
En mayo de 1926 participa en el VIII Congreso de la Asociación Católica Internacional de Obras de Protección a las Jóvenes, celebrado en Luxemburgo. 
En 1928, representando al Patronato Real de la Trata de Blancas, participa en el Congreso Internacional de Ligas Católicas Femeninas, celebrado en La Haya, Holanda. 
En 1930 asiste a un Congreso organizado por la Unión Católica Internacional Femenina en Roma, y el mismo año acude a Varsovia, Polonia, al VIII Congreso Internacional para la represión de la trata de mujeres y niños. Y en junio de 1933, al Congreso celebrado en París sobre "El trabajo industrial de la mujer". 

### Escritora y traductora
Como escritora publicó ensayo, narrativa, biografías y literatura para la infancia, además de artículos en revistas y columnas en la prensa periódica. Los temas tratados giran en torno a cuestiones sociales y a su compromiso católico. El apartado de obras de la autora selecciona algunas de ellas. (igualmente puede comprobarse en: Echarri, María de (1878-1955). 
Fue igualmente traductora de obras francesas, redactora de la revista Mujer y Trabajo. Órgano del Sindicato Femenino Católico de la Inmaculada , y de la sección dedicada a Crónica del movimiento católico social feminista en la Revista Católica de Cuestiones Sociales (RCCS) de septiembre de 1908  a diciembre de 1912. cambió el título a Crónica del Movimiento Católico Femenino, desde enero de 1913,  hasta diciembre de 1930.
También estuvo vinculada como publicista a la Acción Católica de la Mujer y a la Institución Teresiana, interviniendo en sus Asambleas y en otras actividades. En 1923 en la Semana Diocesana de la Unión Católico-Femenina de Barcelona afirmó: «militamos todas bajo la bandera del feminismo católico».

## Distinciones y reconocimientos
- Medalla Pro Ecclesia et Pontifice.[14] La labor divulgativa de apostolado periodístico de María de Echarri fue recompensada en 1942 con un reconocimiento, por el papa Pío XII. [39]
- Cruz de Leopoldo II de Bélgica.[40]
- El Ayuntamiento de Madrid inauguró con su nombre, en el Ensanche de Vallecas, el “Centro de Servicios Sociales María de Echarri y Martínez”.[41]